# Santana III
Santana III är ett musikalbum av Santana, släppt september 1971. Albumet är till skillnad från gruppens två första album mer experimentalt och lätt inspirerat av psykedelia. Skivan har egentligen ingen titel, "III" används mest för att skilja den från debutalbumet som också var självbetitlat. På vinylutgåvorna fanns även en sticker påklistrad på konvolutet med texten "The third album" ("Det tredje albumet"). Det här blev den sista skivan där den upplaga av gruppen som gjorde den berömda konserten på Woodstockfestivalen medverkade. Albumet nådde förstaplats på USA:s albumlista, och det skulle dröja fram till 1999 innan Santana upprepade den bedriften med albumet Supernatural. De största hitlåtarna från denna skiva blev "No One to Depend On" och "Everybody's Everything".

## Låtar på albumet
(upphovsman inom parentes)

### Sida A
1. "Batuka" (Santana) - 3:34
2. "No One To Depend On" (Michael P. R. Carabello, Coke Escovedo) - 5:32
3. "Taboo" (Gregg Rolie, Jose Chepito Areas) - 5:34
4. "Toussaint L'Overture" (Santana) - 5:57

### Sida B
1. "Everybody's Everything" (Milton Brown, Tyrone Moss, Carlos Santana) - 3:30
2. "Guajira" (Jose Chepito Areas, Rico Reyes, David Brown) - 5:45
3. "Jungle Strut" (Gene Ammons) - 5:23
4. "Everything's Coming Our Way" (Carlos Santana) - 3:15
5. "Para Los Rumberos" (Tito Puente) - 2:56

## Santana
- Jose Chepito Areas - timbales, congas, percussion, sång, trummor, flygelhorn
- David Brown - bas
- Michael P. R. Carabello - congas, sång, percussion, tamburin
- Gregg Rolie - piano, orgel, sång
- Carlos Santana - gitarr, sång
- Neal Schon - gitarr
- Michael Shrieve - trummor, percussion

Andra medverkande:
- Coke Escovedo - percussion, bakgrundssång
- Rico Reyes - sång ("Guajira"), bakgrundssång ("Toussaint L'Overture", "Para Los Rumberos" & "No One To Depend On")
- Luis Gasca - trompeta ("Para Los Rumberos")
- Linda Tillery - bakgrundssång ("Everybody's Everything" & "Everything's Coming Our Way")
- Mario Ochoa - piano solo ("Guajira")
- Gregg Errico - tamburin ("No One To Depend On")
- Tower of Power - blåsorkester ("Everybody's Everything")

## Listplaceringar
| Lista (1971-1972) | Position            |
| ----------------- | ------------------- |
| Australien        | 5 (Go Set)          |
| Finland           | 2                   |
| Kanada            | 1 (RPM)             |
| Nederländerna     | 3                   |
| Norge             | 3 (VG-lista)        |
| Storbritannien    | 6 (UK Albums Chart) |
| Sverige           | 1 (Kvällstoppen)    |
| USA               | 1 (Billboard 200)   |
| Västtyskland      | 6                   |